# Bifenox
Bifenox ist ein Wirkstoff zum Pflanzenschutz und eine chemische Verbindung aus der Gruppe der Diphenylether-Herbizide. Es handelt sich um ein Derivat der Dichlorphenoxybenzoesäure.

## Eigenschaften
Bifenox ist ein schwach gelber, wasserunlöslicher Feststoff.

## Verwendung
Bifenox wird als Wirkstoff in Pflanzenschutzmitteln verwendet. Wie die verwandten Fluordifen, Oxyfluorfen und Chlomethoxyfen werden Diphenylether-Herbizide als Kontaktherbizide eingestuft. Bifenox ist ein Protoporphyrinogen-Oxidasehemmer und wirkt über die jungen Sprossteile, Blätter und teilweise über die Wurzeln von breitblättrigen Unkräutern und Gräsern. Die freiwerdenden Peroxide zerstören die Zellmembranen der Unkrautpflanzen und führen zum Absterben des Gewebes. Zudem wirkt Bifenox auch hemmend auf die Photosynthese. Die Wirkung wird durch hohe Lichtintensität und Stoffwechselaktivität verstärkt.
In vielen Staaten der EU, so auch in Deutschland und Österreich, sind für den Einsatz gegen Unkräuter beim Anbau von Getreide und Raps bifenoxhaltige Pflanzenschutzmittel zugelassen. In der Schweiz sind keine Pflanzenschutzmittel mit diesem Wirkstoff im Handel.